# Euplexia variegata
Euplexia variegata är en fjärilsart som beskrevs av Hans Rebel 1939. Euplexia variegata ingår i släktet Euplexia och familjen nattflyn. Inga underarter finns listade i Catalogue of Life.